# Placido Costanzi

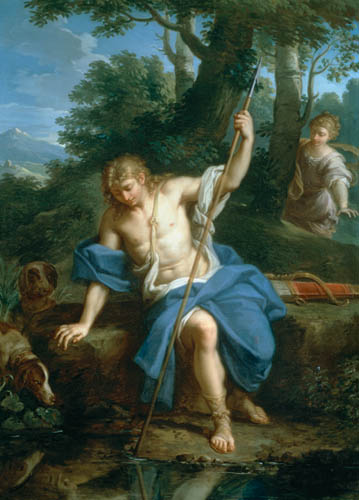
Placido Costanzi, Narcyz i Echo.

Placido Costanzi (ur. 1702 r., zm. 1759 r.) – włoski malarz epoki późnego baroku.
Urodził się w rodzinie złotniczej w Rzymie, uczył się malarstwa u Benedetto Lutiego, specjalizował się w obrazach historycznych i religijnych.